# Diego Manuel de Vera Fajardo y Varona
Diego Manuel de Vera Fajardo y Varona  (baut. Mérida, 22 de enero de 1693-Burgos, 1758), fue un noble español.

## Familia
Hijo de Juan Alonso de Vera Alburquerque y Fajardo, VIII marqués de Espinardo, señor de las villas de Ontur, Albatana y Mojón Blanco, de la villa, hacienda y mayorazgo de la Vega de Morata, de la villa de Ceutí y del castillo, villa, casa y mayorazgo de Monteagudo, VIII señor de los mayorazgos de Palazuelo y Carija, etc, y del mayorazgo de Alburquerque en Mérida, y de su mujer Antonia Manuela o Antonia de Varona y Chumacero.

## Biografía
Fue el IX marqués de Espinardo, señor de las villas de Ontur, Albatana y Mojón Blanco, de la villa, hacienda y mayorazgo de la Vega de Morata, de la villa de Ceutí y del castillo, villa, casa y mayorazgo de Monteagudo, IX señor de los mayorazgos de Palazuelo y Carija, etc, y del mayorazgo de Alburquerque en Mérida.
Gentilhombre de Su Majestad Felipe V de España e Intendente de Burgos y su Provincia, fue regidor perpetuo de Mérida y coronel de infantería.

## Matrimonios y descendencia
Contrajo un primer matrimonio en Cáceres, Santa María la Mayor, el 24 de septiembre de 1717 con Antonia María de Cáceres y Quiñones Vela (Cáceres, 18 de agosto de 1692), hija de Jorge Francisco de Cáceres Quiñones y Aldama y de Clara María Vela Maldonado y Bullón. De este matrimonio nacieron:  
- María Antonia de Vera Fajardo y Quiñones, casada con Vicente de Moctezuma Nieto de Silva y Guzmán (m. Madrid, 12 de mayo de 1752), X marqués de Flores Dávila, IX marqués de Cerralbo, IV marqués de Almarza y VI conde de Villalobos, hermano de la segunda mujer del padre de su mujer, hijo de Francisco de Moctezuma de Torres Carvajal y Monroy, de Moctezuma Torres y Carvajal o de Moctezuma y Torres (n. 1691) y de su esposa Isabel María Nieto de Silva Pacheco y Guzmán o Isabel Nieto de Silva Pacheco y Guzmán o Isabel Nieto de Silva y Guzmán, IX marquesa de Flores Dávila, VIII marquesa de Cerralbo, V condesa de Villalobos y III condesa de Alba de Yeltes,[5] sin descendencia.

- Francisco Antonio de Vera Fajardo Cáceres Quiñones, nacido en Mérida,[3] X marqués de Espinardo,[6] señor de las villas de Ontur, Albatana y Mojón Blanco, del mayorazgo de la villa de Morata, de la villa de Ceutí y del castillo, villa y mayorazgo de Monteagudo, X señor de los mayorazgos de Palazuelo y Carija, etc. y del mayorazgo de Alburquerque en Mérida, que testó en Murcia el 5 de diciembre de 1778 ante Antonio Pérez Lázaro y fue Mayordomo de semana de Su Majestad Carlos III de España en 1780.[6] Se casó en Murcia en la parroquia de Santa Catalina, el 29 de abril de 1746 con Francisca de Saurín y Galtero, hija de Fernando Francisco Javier Saurín y Tauste y de María Irene Galtero Ceballos Carlés Próxita.[6] de quien tuvo un hijo y una hija:[7]

- Joaquín Alonso Vera de Aragón Tenza y Saurín (baut. Santa Catalina, Murcia, 27 de marzo de 1748-San Martín, Madrid, 4 de agosto de 1787), XI marqués de Espinardo, señor de las villas de Ontur, Albatana y Mojón Blanco, de la villa, hacienda y mayorazgo de la Vega de Morata, de la villa de Ceutí y del castillo, villa, casa y mayorazgo de Monteagudo, XI señor de los mayorazgos de Palazuelo y Carija, etc, y del mayorazgo de Alburquerque en Mérida. Se casó en Santa Teresa, Murcia, el 26 de septiembre de 1778 con María Teresa Manuel de Villena y Mendoza (baut. Sagrario de Cádiz, 18 de diciembre de 1763-San Pedro, Murcia, 9 de abril de 1799), hija de Joaquín Manuel de Villena y Guadalfajara, I marqués del Real Tesoro, y de su mujer Beatriz de Mendoza y Ribera, de quien tuvo una hija:

- María Francisca Vera de Aragón y Manuel de Villena (Murcia, 2 de febrero de 1780-San Sebastián, Madrid, 31 de diciembre de 1836), XII marquesa de Espinardo, según Carta de Sucesión del rey Carlos IV del 11 de septiembre e 1787 dama de la Real Orden de las Damas Nobles de la Reina María Luisa el 9 de octubre de 1816,  II marquesa del Campillo, señora de las villas de Ontur, Albatana y Mojón Blanco, de la villa, hacienda y mayorazgo de la Vega de Morata, de la villa de Ceutí y del castillo, villa, casa y mayorazgo de Monteagudo, XII señora de los mayorazgos de Palazuelo y Carija, etc, y del mayorazgo de Alburquerque en Mérida, dama de la Real Orden de las Damas Nobles de la Reina María Luisa el 9 de octubre de 1816. Contrajo un primer matrimonio en Espinardo el 4 de junio de 1798 con Francisco de Paula Teodoro Fernández de Córdoba y Alagón de la Cerda (baut. San Gil, Zaragoza, 27 de marzo de 1778-2 de diciembre de 1814), V marqués de Peñalba, II marqués de Aguilar de Ebro, XIII conde de Sástago, V conde de Glimes grande de España, conde del Sacro Romano Imperio. Se casó por segunda vez en Madrid el 24 de abril de 1816 con Simón Ricardo Wall y Manrique de Lara (Zamora, 18 de octubre de 1783-Madrid, 9 de enero de 1859), hijo de Eduardo Bernaldo Wall y Porcel, caballero de la Orden de Santiago en 1763, que testó en 1786, y de su mujer María de la Concepción Manrique de Lara y Mayoral (Coreses, 1753-1827), con descendencia.

- María de los Dolores de Vera y Saurín (10 de septiembre de 1749-Barcelona, 22 de agosto de 1831), LIV dama de la Orden de las Damas Nobles de la Reina María Luisa el 4 de abril de 1794, casada en Murcia el 15 de abril de 1766 como segunda mujer con Manuel de Sentmenat-Oms de Santa-Pau y de Cartellà (Barcelona, 27 de diciembre de 1730–Palma de Mallorca, 28 de abril de 1796), IV marqués de Castelldosríus, caballero de la Orden de Carlos III en 1780, con descendencia extinta.

Se casó en segundas nupcias en Salamanca el 15 de agosto de 1734 con Andrea de Moctezuma Nieto de Silva y Guzmán, de Moctezuma y Nieto de Silva o de Silva Pacheco y Guzmán (Salamanca, 30 de enero de 1717–Salamanca, 1746), hermana del marido de su hija. Después de enviudar, Andrea se casó con Gaspar de Castro y Cárdenas, III marqués de Lorca. Fueron padres de:
- Isabel María de Vera Fajardo y Moctezuma (n. Trujillo, 1738-Lorca, 1781), casada en Murcia en 1758 con José Tomás de Rocafull Puxmarín y Guevara Coronel del Regimiento de Milicias de Lorca, con descendencia.[13]
- Juan de Vera Fajardo Moctezuma (n. Trujillo, 1738), casado con Vicenta de Varona Vargas de Carvajal.[13]
- Antonia Agustina de Vera Fajardo Moctezuma (n. Salamanca, 13 de septiembre de 1735), casada en Salamanca el 21 de marzo de 1756 con José Joaquín Centurión Doria y Gaeta de Fonseca, VII duque de Centurión y VII marqués de Monasterio.[13]
- Vicente de Vera Fajardo Moctezuma, casado con María Gregoria Flórez Calderón.[6]
- Diego de Vera Fajardo Moctezuma[6]
- María del Carmen de Vera Fajardo Moctezuma[6]
- Ana de Vera Fajardo Gutiérrez de Salamanca, monja.[6]

Después de enviudar, volvió a casar en 1748 con Josefa Manuela Gutiérrez de Salamanca.